# カズングラ (ボツワナ)

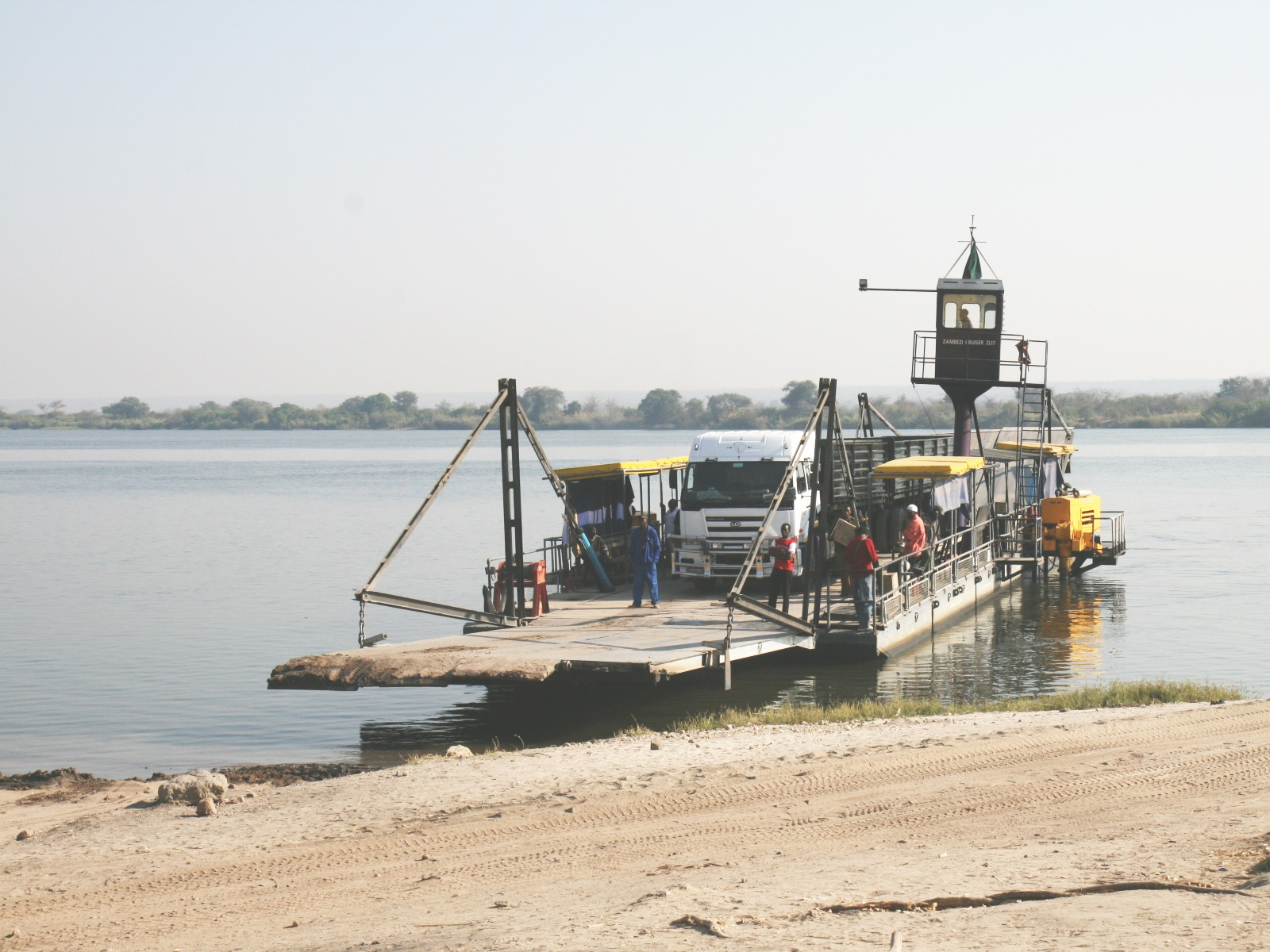
ザンビアとの間を結ぶカズングラ・フェリーの艀

カズングラ（Kazungula）は、ボツワナチョベ地区の村。

## 概要
ザンベジ川とチョベ川に面する国境の村であり、カサネの東6kmに位置する。
人口は、2001年に1665人（男812、女853）、2011年には村域で4335人（男2172、女2163）、村自体で4148人（男2044、女2104）となっている。
ザンベジ川対岸のザンビア領カズングラとの間には、カズングラ・フェリーにより艀が運航されている。東方にはジンバブエとの国境があり、ジンバブエ領カズングラとの間にカズングラ国境検問所が設けられている。村が面するザンベジ川では、ナミビアを含めた4ヶ国の国境が交わることで知られている。
対岸のザンビアとの間にカズングラ橋の建設計画が進行しており、2014年9月に着工した。また、交通の要所であることから、2014年8月には2014年のエボラ出血熱に際し、コンゴ民主共和国への入国歴を持つトラックに対してザンビアからの入国を拒否し、結果南アフリカ共和国方面へのルートがジンバブエ経由に変更される事態が発生している。